# Protypotherium
Protypotherium es un género extinto de mamíferos placentarios de la familia Interatheriidae, del suborden Typotheria, del orden, también extinto de ungulados sudamericanos Notoungulata perteneciente a los Meridiungulata. Vivieron durante el Mioceno. Los fósiles de Protypotherium han sido hallados en las unidades geológicas Formación Fray Bentos de Uruguay, Formación Muyu Huasi de Bolivia, Formación Cura-Mallín y Río Frías de Chile, y Santa Cruz, Salicas, Ituzaingó, Cerro Bandera, Chichinales, Sarmiento y Formación Collón Curá de Argentina.

## Generalidades
En el orden Notoungulata, los protipoterios fueron animales en su mayoría de pequeño y mediano tamaño que ocuparon el hábitat de animales actuales como las liebres, marmotas o vizcachas.
La especie tipo de protipoterio media 40 cm, el tamaño de un conejo moderno, pero su cola y sus patas eran largas y la cabeza era como la de la rata y se ahusaba hasta formar un morro puntiagudo. Poseía 44 dientes, que no presentaban especializaciones para ningún tipo de alimentos. El cuello era corto y el cuerpo era largo y tenía un rabo extenso y grueso. Las extremidades, largas y delgadas, terminaban en puntas provistas de garras. es probable que los protipoterios comieran hojas y corretearan por la pampa, como los roedores.
Es posible que algunas especies de protipoterio aparte de alimentarse de vegetales, brotes, fruto, raíces, flores, etc se alimentasen también de carroña, como hacen las liebres actuales y los roedores que viven en las praderas. Las zarpas muestran claramente robustos dedos con garras, el origen de las pezuñas. Gracias a los cuales, podrían excavar una madriguera o ampliar las abandonadas por otros animales.
Ameghino clasificó el género Protypotherium, en 1887. Jerónimo Matías Krapovickas, en 2008, estudió los restos de cuarenta y siete especímenes, incluyendo material craneano, mandibular y dental, fueron recolectados de 12 niveles estratigráficos, situados dentro de los 120 m inferiores de la Formación Santa Cruz en la zona de la costa atlántica, entre los ríos Coyle y Gallegos, en Estancia La Costa, Cañadón Silva, Corriguen Aike (Puesto de la Ea. La Costa) y Monte Tigre (Estancia Angelina). Sobre la base de este material se realizó el estudio de Protypotherium australe, P. praerutilum y P. attenuatum. Estas especies se diagnosticaron sobre la base de la talla, el ancho del primer incisivo superior, el ángulo de implantación de los incisivos inferiores, el desarrollo de los premolares, la longitud del paladar y el desarrollo de la fosa masetérica. 

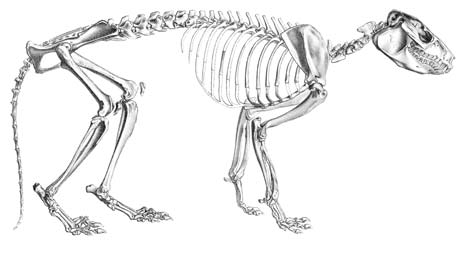
Esqueleto de Protypotherium

La implantación de los incisivos superiores, la forma de la sínfisis mandibular, la disposición de los incisivos inferiores y la longitud del paladar sugiere que Protypotherium australe pudo haber estado más especializado para un hábito pastador que P. praerutilum o P. attenuatum.
El género Protypotherium de la familia Interatheriidae, contemporáneo de Pyrotheria, tiene muchas especies, que consistían en animales herbívoros poco especializados y gregarios, adaptados a vivir y pastar en las praderas, con tendencia a la actividad nocturna especialmente en estepas semiáridas y desiertos de arbustos espinosos... Tres de las especies son características de la formación de Santa Cruz, de Argentina: Protypotherium attenuatum, Protypotherium australe, Protypotherium praerutilum, Protypotherium minitum, etc.
Protypotherium praerutilum del tamaño de una paca, mide unos 40 cm con las patas y la cola relativamente largos y el cuello corto. Probablemente ocupaban el nicho ecológico de Caviidaes, como la mara, o el capibara, cuyos pies se les asemejan. Su cráneo es de aspecto roedor. Los protipoterios (Protypotherium), se distinguen de todos los demás representantes del mismo grupo por la pequeña diferenciación de los incisivos; tiene 44 dientes poco especializados. Algunas especies se especula que pudieran tener hábitos carroñeros.

## Especies
Las siguientes especies de Protypotherium han sido descritas:
- P. altum Ameghino 1891
- P. antiquum Ameghino 1882
- P. attenuatum Ameghino 1887
- P. australe Moreno 1882
- P. claudum Ameghino 1889
- P. colloncurensis Vera et al. 2017[6]
- P. diastematum Ameghino 1891
- P. distinctum Cabrera & Kraglievich 1931
- P. endiadys Roth 1898
- P. minutum Cabrera & Kraglievich 1931
- P. praerutilum Ameghino 1887
- P. sinclairi Kramarz et al. 2015[4]
- P. concepcionensis Solórzano et al. 2019

## Galería de imágenes

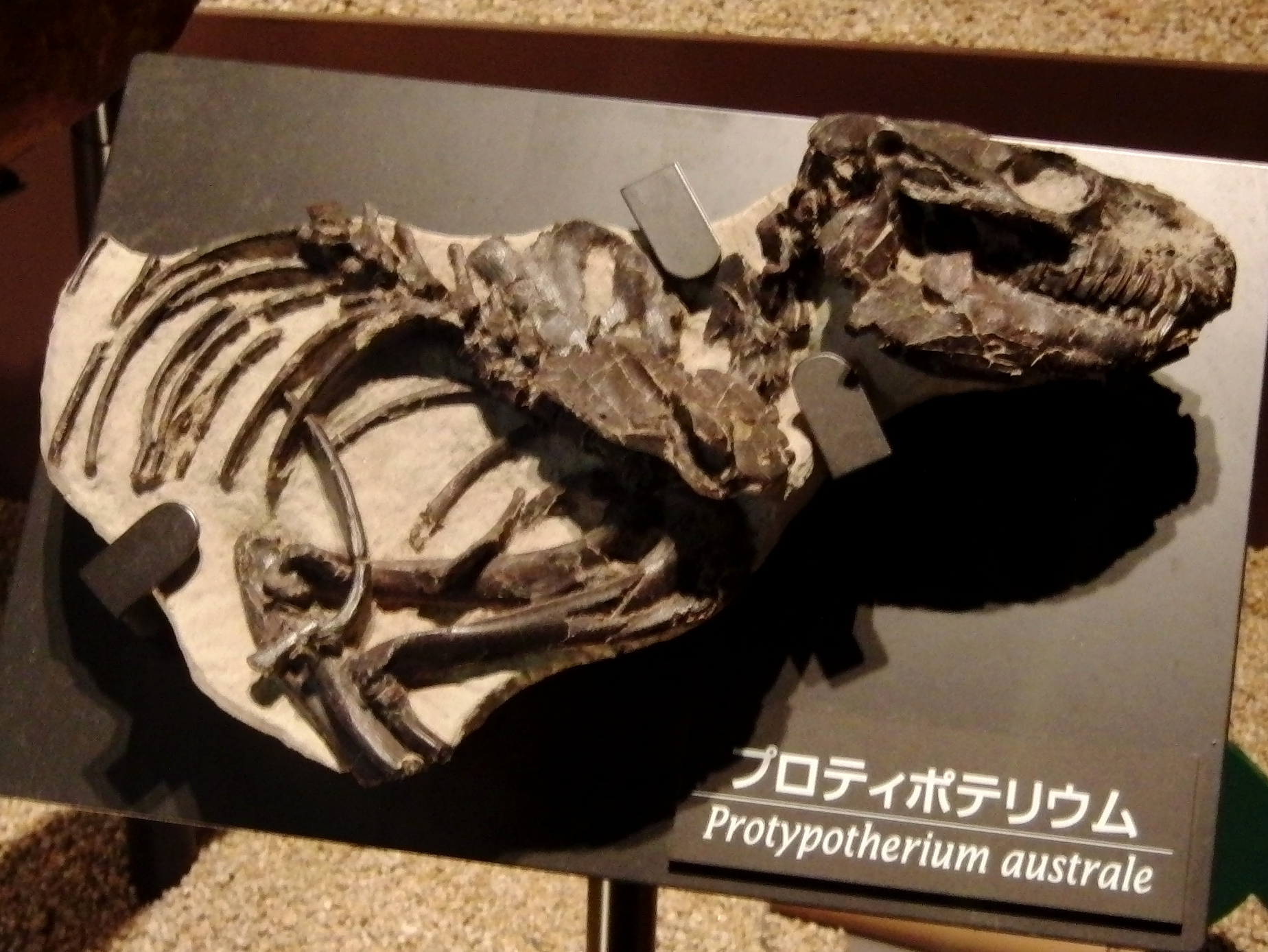
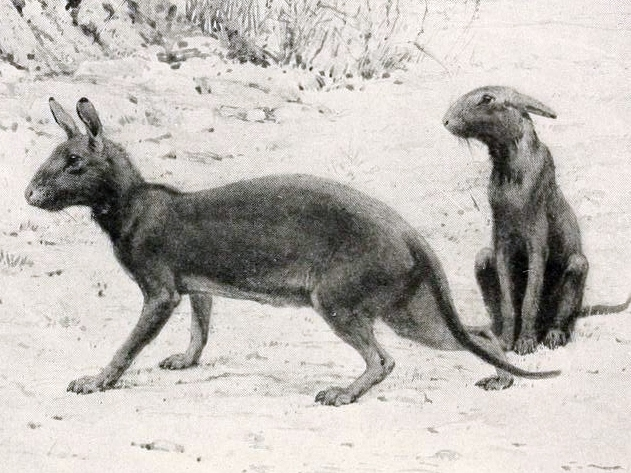
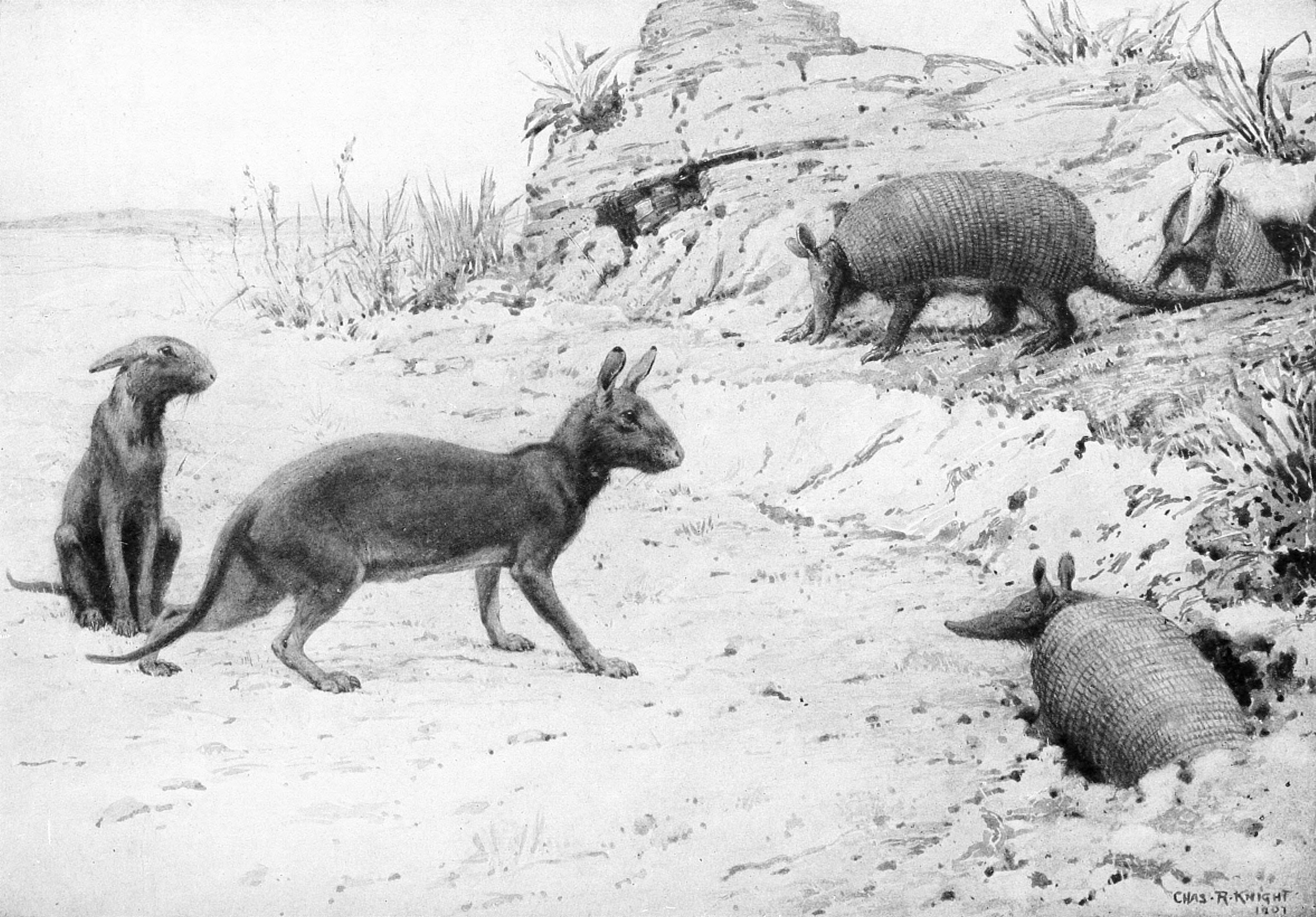
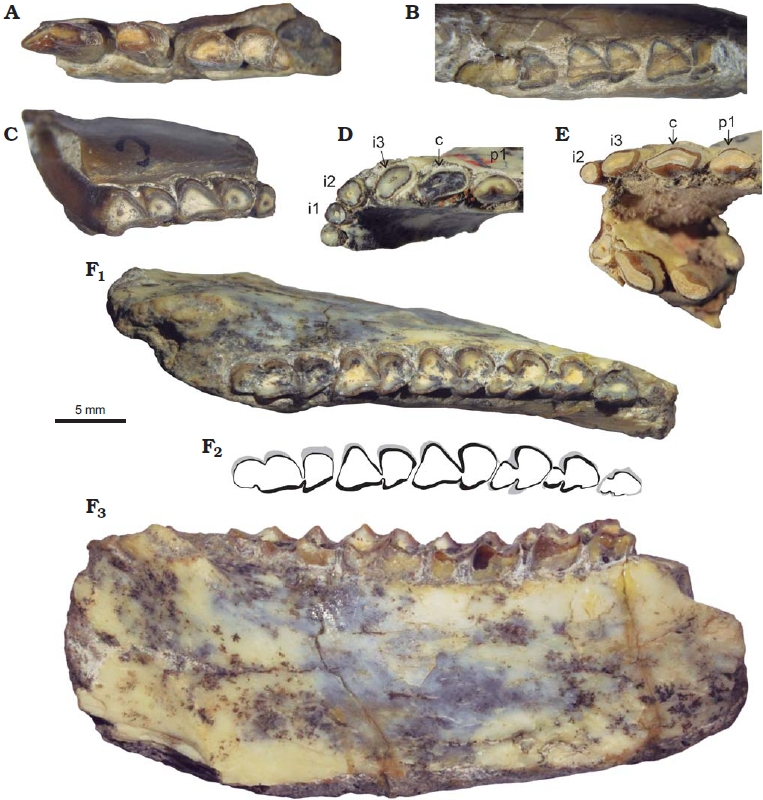
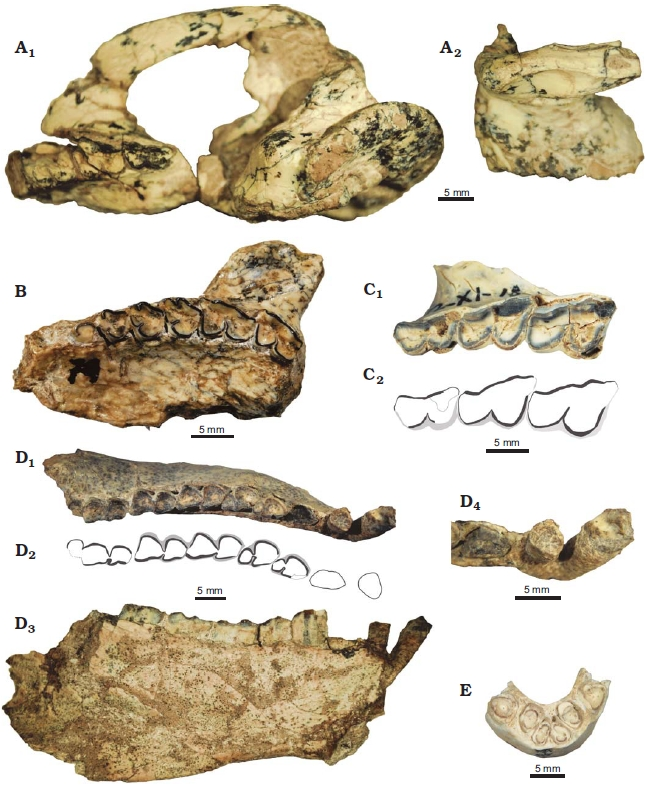
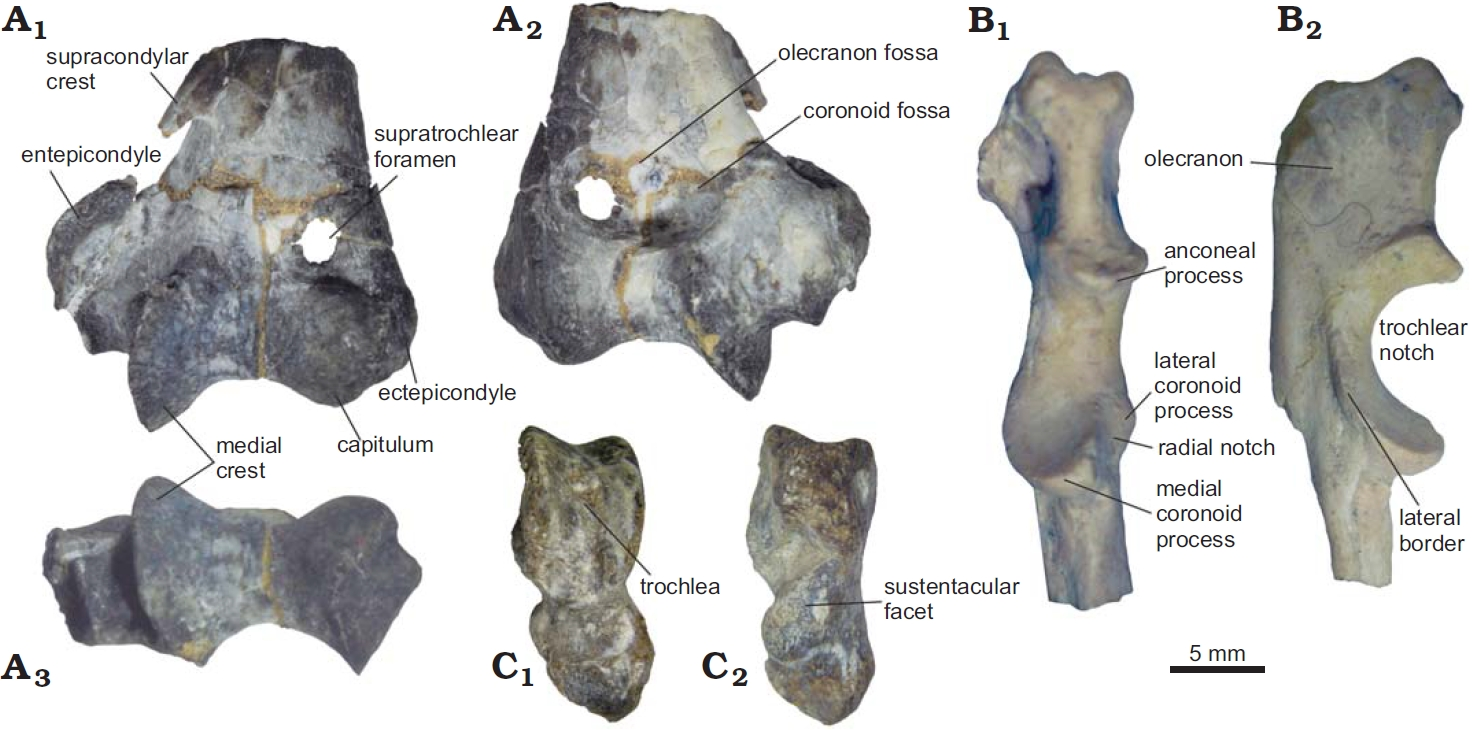
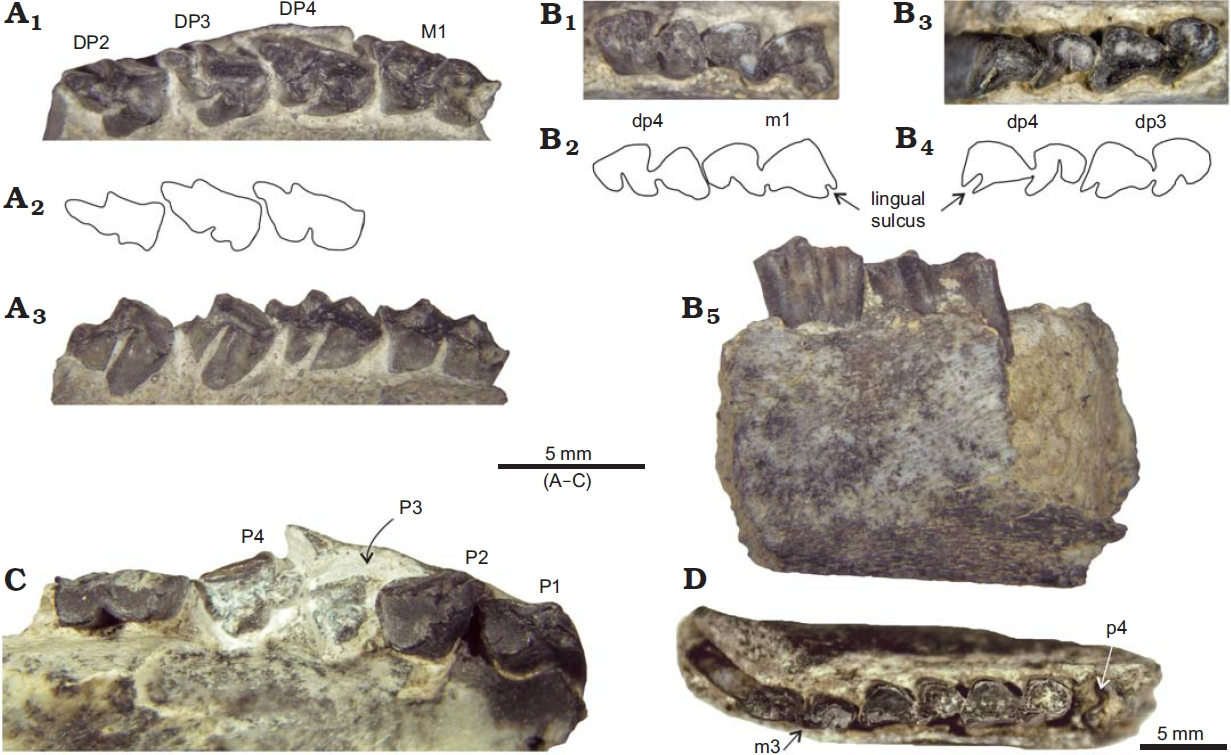
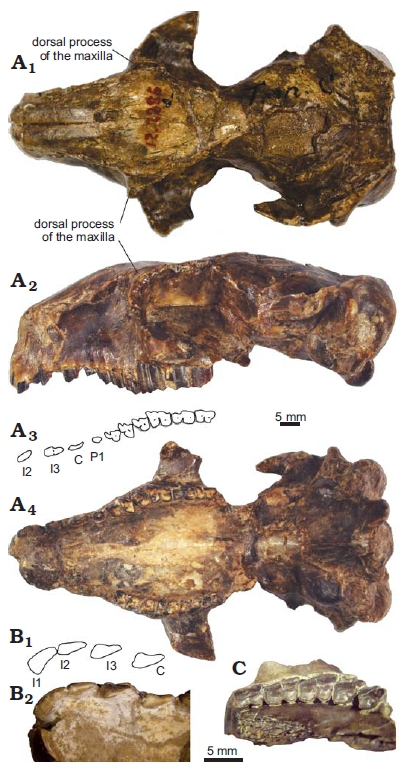
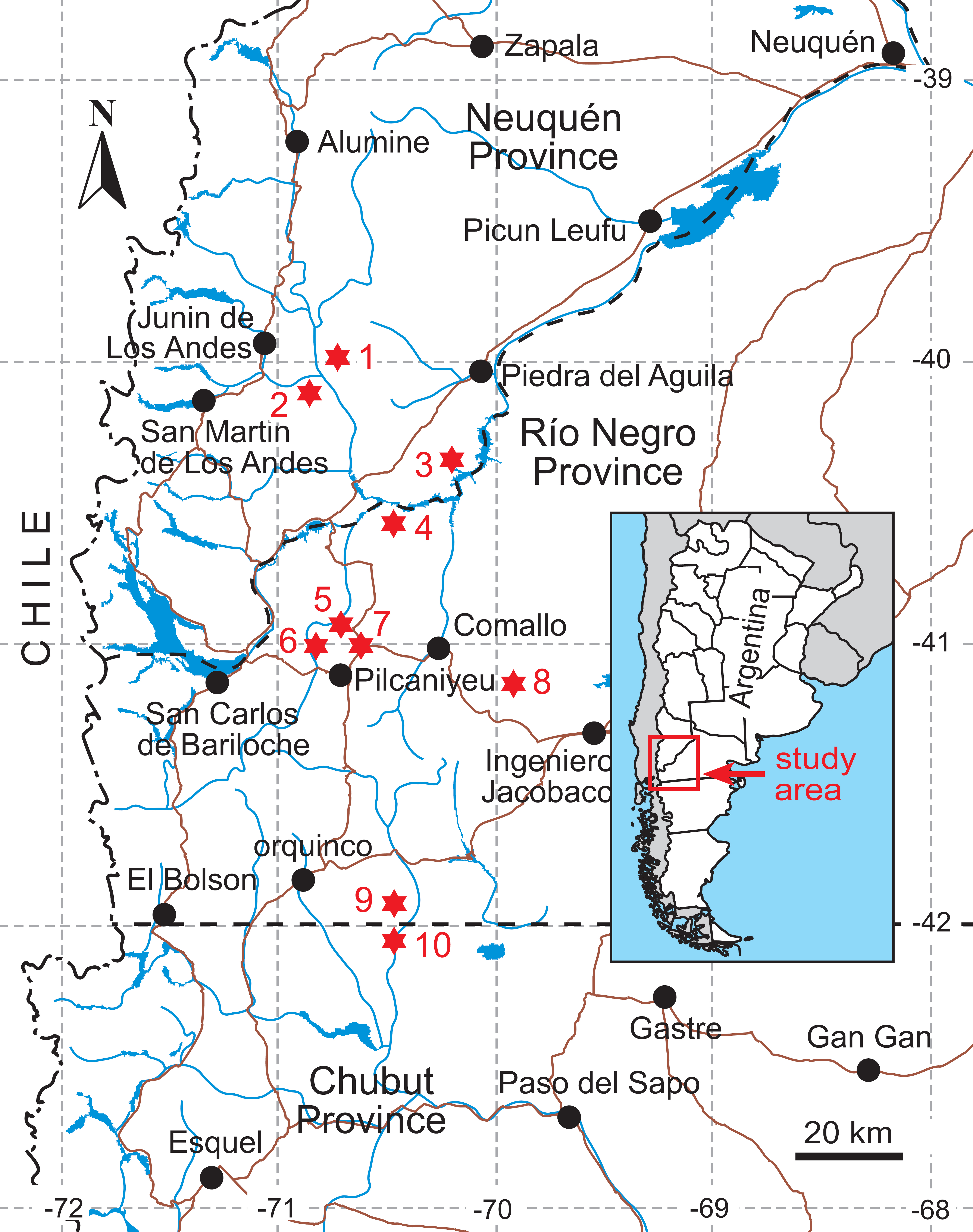